# Studium Praktycznej Nauki Języków Obcych Uniwersytetu Wrocławskiego
Studium Praktycznej Nauki Języków Obcych Uniwersytetu Wrocławskiego (SPNJO UWr) – jednostka organizacyjna Uniwersytetu Wrocławskiego, będąca komórką międzywydziałową i ogólnouczelnianą. W jego skład wchodzi biblioteka oraz pięć zespołów językowych. Studium powstało w 1953 roku. Na czele jednostki stoi jej kierownik. Posiada ono własną Radę Studium, w której skład Rady wchodzi kierownik Studium jako jej przewodniczący, jego zastępcy oraz kierownicy zespołów językowych. Kierownika Studium i jego zastępców powołuje i odwołuje rektor. Aktualnie studium prowadzi lektoraty z dziewięciu języków, w tym dwóch klasycznym. W SPNJO aktualnie jest zatrudnionych 89 osób, w tym: 2 pracowników sekretariatu, 2 kustoszy bibliotecznych, 1 pracownik techniczny, 84 pracowników dydaktycznych (21 lektorów, 16 wykładowców oraz 47 starszych wykładowców).

## Władze (2012-2016)
- kierownik: mgr Aleksandra Matkowska
- zastępca kierownika ds. studiów stacjonarnych i Erasmusa: mgr Elżbieta Kopeć
- zastępca kierownika ds. studiów niestacjonarnych: mgr Iwona Nowicka
- kierownik obiektu: Czesław Potoczek

## Poczet kierowników
1. 1953–1954: mgr Marian Adamus
2. 1954–1984: dr Władysław Dubowski
3. 1984–1987: mgr Stanisław Wilczyński
4. 1987–1991: mgr Gabriela Sorbian,
5. 1991–1995: mgr Krystyna Kotlińska
6. 1996–2005: mgr Teresa Zarych
7. od 2005 r.: mgr Aleksandra Matkowska

## Historia
Początki Studium Praktycznej Nauki Języków Obcych UWr związane są z decyzją prorektora Bronisława Bilińskiego, który w kwietniu 1953 roku powierzył mgr Marianowi Adamusowi organizację Studium Języków Obcych. W chwili powstania we wrześniu tego samego roku pracowało w nim 11 lektorów w dwóch zespołach: neofilologicznym i języka rosyjskiego. Wstępne prace organizacyjne jednostki trwały do września 1954 roku. W ciągu kolejnych lat powstały cztery zespoły językowe: języka angielskiego, języka niemieckiego, języka rosyjskiego, oraz języka francuskiego i języków klasycznych. W 1958 roku studium otrzymało lokal przy ul. Szewskiej 50 z 9 salami. Urządzono nowoczesne jak na ówczesne warunki, laboratorium językowe Jedna sala wyłożona płytami dźwiękochłonnymi służyła do projekcji filmów. W 1966 roku z inicjatywy dra Władysława Dubowskiego utworzono Międzyuczelniane Seminarium Językoznawcze. W 1980 roku studium uzyskało nową lokalizację przy pl. Bp Nankiera 2/3, gdzie mieści się do chwili obecnej. Obiekt ten przeszedł gruntowną modernizację w latach 2008–2009.

## Lektoraty
W Studium Praktycznej Nauki Języków Obcych Uniwersytetu Wrocławskiego wprowadzono od roku akademickiego 2004/2005 nowe zasady nauczania języków według Europejskiego Systemu Opisu Kształcenia Językowego, opracowanego przez Radę Europy. Studium prowadzi lektoraty z następujących języków dla studentów studiów dziennych i zaocznych:
- język angielski
- język niemiecki
- język francuski
- język włoski
- język rosyjski
- język hiszpański
- język portugalski
- łacina i greka

### Miejsca odbywania lektoratów
Lektoraty organizowane dla studentów Uniwersytetu Wrocławskiego odbywają się w następujących miejscach:
- Instytut Archeologii - ul. Szewska 48
- Wydział Chemii - ul. Szczytnicka 11
- Instytut Dziennikarstwa i Komunikacji Społecznej - ul. F. Joliot-Curie 15
- Katedra Etnologii i Antropologii Kulturowej - ul. Szewska 50/51
- Instytut Filologii Germańskiej - pl. Nankiera 15
- Instytut Filologii Polskiej - pl. Nankiera 15
- Instytut Geografii i Rozwoju Regionalnego - ul. Kuźnicza 49/55 (budynek byłej szkoły)
- Instytut Nauk Geologicznych - ul. Cybulskiego 34
- Instytut Historyczny - ul. Szewska 49
- Instytut Informacji Naukowej i Bibliotekoznawstwa - pl. Uniwersytecki 9/13
- Instytut Informatyki - ul. F Joliot-Curie 15
- Instytut Kulturoznawstwa - ul. Kuźnicza 49/55
- Instytut Matematyczny - pl. Grunwaldzki 2/4
- Studium Praktycznej Nauki Języków Obcych - pl. Nankiera 2/3
- Studium Praktycznej Nauki Języków Obcych - ul. Szczytnicka 11
- Wydział Nauk Społecznych - ul. Koszarowa 3
- Wydział Prawa, Administracji i Ekonomii
  - sale A - ul. Uniwersytecka 22/26
  - sale B - ul. Kuźnicza 46/47
  - sale C - ul. Więzienna 12
  - sale D - ul. Uniwersytecka 7/10

### Model nauczania języków nowożytnych
W Studium Praktycznej Nauki Języków Obcych UWr od 2004 roku obowiązuje "Europejski System Opisu Kształcenia Językowego" - ESOKJ (jęz. ang.: Common European Framework of Reference for Languages - CEFR). System ten promuje różnojęzyczność i kompetencję interkulturową w kształceniu językowym, co stanowi przełom w określaniu celów edukacji językowej. Szczegółowo określa zakres wiedzy, sprawności i umiejętności wymaganych na poszczególnych poziomach biegłości językowej. Opracowany został w celu podniesienia jakości nauczania języków obcych i ujednolicenia wymagań określających konkretne poziomy biegłości językowej. Dzięki temu dyplomy i zaświadczenia wydawane w jednym kraju mają być honorowane w pozostałych krajach, co ułatwi mobilność w europejskim obszarze edukacyjnym oraz na rynku pracy. W SPNJO opracowano i modyfikowano testy kwalifikacyjne oraz poziomy językowe zgodnie z wytycznymi CEFR, które przedstawia poniższa tabela.
| Poziom biegłości | ESOKJ | SPNJO             | Liczba godzin |
| Podstawowy       | A1 A2 | A1 A2I A2II       | 60 60 60      |
| Samodzielny      | B1 B2 | B1I B1II B2I B2II | 60 60 60      |
| Biegły           | C1 C2 | - -               | - -           |

### Wydziały a wymagania językowe
| Wydział                                         | Język                                                  | Poziom           |
| Wydział Biotechnologii                          | angielski                                              | min. B2I         |
| Wydział Chemii                                  | angielski                                              | min. B1II        |
| Wydział Filologiczny                            | wybór                                                  | B2I i B2II       |
| Wydział Fizyki i Astronomii                     | wybór                                                  | B2I              |
| Wydział Matematyki i Informatyki                | matematyka - angielski informatyka - angielski + wybór | B2II             |
| Wydział Nauk Biologicznych                      | angielski                                              | B2II             |
| Wydział Nauk Historycznych i Pedagogicznych     | wybór                                                  | B2I i B2II       |
| Wydział Nauk o Ziemi i Kształtowania Środowiska | angielski                                              | B2I i B2II       |
| Wydział Nauk Społecznych                        | angielski                                              | B2I i B2II       |
| Wydział Prawa, Administracji i Ekonomii         | angielski, niemiecki, francuski, rosyjski              | B2I lub 240 godz |

## Struktura organizacyjna

### Zespoły językowe
- Zespół lektorów języka angielskiego
  - kierownik: mgr Lidia Janota
  - kierownik: mgr Justyna Urbańska-Ratajczak

- Zespół lektorów języka niemieckiego
  - kierownik: mgr Dorota Snoch

- Zespół lektorów języków romańskich
  - kierownik: mgr Katarzyna Działoszyńska

- Zespół lektorów języka rosyjskiego
  - kierownik: mgr Wanda Męcińska-Kiedroń

- Zespół Lektorów Języków Starożytnych
  - kierownik: mgr Beata Machalska

### Pozostałe jednostki
- Sekretariat
- Biblioteka[10]
- Pracownia techniczna[11]